# Tettigonia frontalis
Tettigonia frontalis är en insektsart som beskrevs av Donovan 1798. Tettigonia frontalis ingår i släktet Tettigonia och familjen dvärgstritar. Inga underarter finns listade i Catalogue of Life.